# Ostrov Medekeri
Ostrov Medekeri är en ö i Eritrea.   Den ligger i regionen Norra rödahavsregionen, i den nordöstra delen av landet, 120 km öster om huvudstaden Asmara.